# أنسيلم باين
أنسيلم باين (بالفرنسية: Anselme Payen)‏ (و. 1795 – 1871 م) هو كيميائي، وفيزيائي، وعالم كيمياء حيوية من فرنسا . ولد في باريس .
وكان عضواً في جمعية محبي العلوم والأكاديمية الفرنسية للعلوم.
توفي في باريس، عن عمر يناهز 76 عاماً.

## التعليم
تعلم في المدرسة المتعددة التكنولوجية بفرنسا

## روابط خارجية
- أنسيلم باين على موقع الموسوعة البريطانية (الإنجليزية)